# Спата (град)
Спата (грч. Σπάτα) је град 20 км источно од центра Атине. Од реформе локалне самоуправе из 2011., део је општине Спата-Артемида, чије је седиште и општинска јединица. Општинска јединица (званично названа Спата-Луца) има површину од 55.042 км2. Део је метрополитанског подручја Атине.

## Географија и економија
Спата се налази у средишту Месогејске равнице, источно од планине Химет и западно од обале Егејског мора. Међународни аеродром у Атини покрива источни део Спате. Налази се југоисточно од Палинија, југозападно од Рафине, западно од Артемиде и око 22 км источно југоисточно од центра Атине .
Ужи део града чине стамбени квартови. Около се простиру пољопривредна земљишта, углавном виногради и маслињаци. Рецина вино је била традиционална трговачка култура целог подручја, допуњена маслинама и маслиновим уљем, смоквама, бадемима, пистаћима и пшеницом. Данас виноградарство опада као масовна занимања, мада га је заменила појава многих модерних винарија које се углавном специјализују за винификацију локалног грожђа Саватиано. Већи део посла са грожђем и вином обавља локална задруга. 1995. јужни део је посвећен изградњи новог међународног аеродрома у Атини, који је завршен у марту 2001. Зоолошки врт је отворен у мају 2001. и највећи је зоолошки врт у Атини и Грчкој.

## Историја
Подручје је обухватало древне атинске деме Ерхија (Ερχιά), родно место историчара и генерала Ксенофонта, и Китер (Κύθηρος); микенско гробље је ископало на јужном рубу града Панагиотис Стаматакис 1870-их, а експонати су смештени у Националном археолошком музеју. Докази о малим древним насељима обилују у том подручју, а најзначајније је неолитско утврђено насеље на брду Загани. Неколико њих је ископано током радова на аеродрому и изложено је у главној згради аеродрома.
Од средњег века су га насељавали углавном Арванити. Град (тада село) је поново насељен од стране средњовековног тоског албанског клана Спата око 15. века, након што су емигрирали из Епира. Име је добио по Јовану Спати, који је био деспот Арте у 14. веку. Његово име потиче из албанског језика.
Заштитници града су Петар и Павле, који се славе 29. јула. Прославу прати средњовековни обичај дељења стифаде, говеђе чорбе са луком која се кува преко ноћи у казанима и дели верницима испред капеле након мисе.

## Становништво
| Година | Становништво града | Становништво општинске јединице |
| ------ | ------------------ | ------------------------------- |
| 1981.  | 6.398              | -                               |
| 1991.  | 6.725              | 7.796                           |
| 2001.  | 8.167              | 10.419                          |
| 2011.  | 9.198              | 12.333                          |
| 2021.  | 9.453              | 12.991                          |